# Monognathus jesperseni
Monognathus jesperseni är en fiskart som beskrevs av Bertin, 1936. Monognathus jesperseni ingår i släktet Monognathus och familjen Monognathidae. Inga underarter finns listade i Catalogue of Life.